# Thanh Liêm
Thanh Liêm là một huyện nằm ở phía nam tỉnh Hà Nam, Việt Nam.

## Địa lý
Huyện Thanh Liêm nằm ở phía nam của tỉnh Hà Nam, nằm cách thành phố Phủ Lý khoảng 12 km, cách trung tâm thủ đô Hà Nội khoảng 72 km, có vị trí địa lý:
- Phía đông giáp huyện Bình Lục
- Phía tây giáp huyện Lạc Thủy, tỉnh Hòa Bình
- Phía nam giáp huyện Ý Yên, tỉnh Nam Định và huyện Gia Viễn, tỉnh Ninh Bình
- Phía bắc giáp thành phố Phủ Lý và thị xã Kim Bảng.

Tổng diện tích đất tự nhiên toàn huyện là 17.501,94 ha, trong đó đất nông nghiệp 9.200,95 ha chiếm 53%, đất lâm nghiệp chiếm 26%, đất chuyên dùng chiếm 12,2%, đất khu dân cư chiếm 4,2%, còn lại là đất chưa sử dụng. Đất vùng đồng bằng được hình thành từ phù sa sông Hồng và sông Đáy, thích hợp với việc trồng lúa và hoa màu. Vùng đồi núi chủ yếu là đất nâu vàng và đất màu, thích hợp cho phát triển cây lấy gỗ, cây ăn quả và cây công nghiệp.
Huyện có nguồn đá vôi với trữ lượng hàng tỷ m³, tập trung chủ yếu ở 5 xã, thị trấn tây Đáy, trong đó có Thanh Nghị và thị trấn Kiện Khê. Ngoài ra còn có mỏ sét ở xã Liêm Sơn, Thanh Tâm và thị trấn Tân Thanh trữ lượng hàng triệu m3 dùng làm chất liệu phụ gia cho sản xuất xi măng trên địa bàn tỉnh và khu vực lân cận cùng với mỏ đá trắng cung cấp cho ngành công nghiệp hóa chất.
Trên địa bàn huyện có hai tôn giáo chính: Phật giáo và Thiên Chúa giáo. 10% dân số theo đạo Thiên Chúa.

## Hành chính
Huyện Thanh Liêm có 16 đơn vị hành chính cấp xã trực thuộc, bao gồm 2 thị trấn: Tân Thanh (huyện lỵ), Kiện Khê và 14 xã: Liêm Cần, Liêm Phong, Liêm Sơn, Liêm Thuận, Liêm Túc, Thanh Hà, Thanh Hải, Thanh Hương, Thanh Nghị, Thanh Nguyên, Thanh Phong, Thanh Tâm, Thanh Tân, Thanh Thủy.

## Lịch sử
Địa danh đã có từ thời Trần.
Địa danh Thanh Liêm có thuộc tỉnh Hà Nam Ninh, gồm 23 xã: Liêm Cần, Liêm Chính, Liêm Chung, Liêm Phong, Liêm Sơn, Liêm Thuận, Liêm Tiết, Liêm Túc, Liêm Tuyền, Thanh Bình, Thanh Châu, Thanh Hà, Thanh Hải, Thanh Hương, Thanh Lâm, Thanh Lưu, Thanh Nghị, Thanh Nguyên, Thanh Phong, Thanh Tâm, Thanh Tân, Thanh Thủy, Thanh Tuyền.
Ngày 23 tháng 2 năm 1977, sáp nhập thôn Đại Vượng của xã Thanh Tâm vào xã Thanh Nguyên.
Ngày 27 tháng 4 năm 1977, huyện Thanh Liêm hợp nhất với huyện Kim Bảng và thị xã Hà Nam thành huyện Kim Thanh.
Ngày 3 tháng 5 năm 1977, hợp nhất xã Thanh Châu và xã Liêm Chung thành một xã lấy tên là xã Thanh Chung; hợp nhất xã Thanh Tuyền và xã Thanh Lâm thành một xã lấy tên là xã Thanh Tuyền; hợp nhất xã Liêm Chính và xã Liêm Tuyền thành một xã lấy tên là xã Thanh Giang.
Ngày 9 tháng 4 năm 1981, huyện Thanh Liêm được tái lập, gồm 20 xã: Liêm Cần, Liêm Phong, Liêm Sơn, Liêm Thuận, Liêm Tiết, Liêm Túc, Thanh Bình, Thanh Chung, Thanh Giang, Thanh Hà, Thanh Hải, Thanh Hương, Thanh Lưu, Thanh Nghị, Thanh Nguyên, Thanh Phong, Thanh Tâm, Thanh Tân, Thanh Thủy, Thanh Tuyền.
Ngày 14 tháng 12 năm 1982, chia lại xã Thanh Chung thành 2 xã Thanh Châu và Liêm Chung, chia lại xã Thanh Giang thành 2 xã Liêm Tuyền và Liêm Chính.
Ngày 17 tháng 12 năm 1982, các xã Thanh Châu và Liêm Chính được sáp nhập vào thị xã Hà Nam.
Huyện Thanh Liêm còn lại 21 xã: Liêm Cần, Liêm Chung, Liêm Phong, Liêm Sơn, Liêm Thuận, Liêm Tiết, Liêm Túc, Liêm Tuyền, Thanh Bình, Thanh Hà, Thanh Hải, Thanh Hương, Thanh Lâm, Thanh Lưu, Thanh Nghị, Thanh Nguyên, Thanh Phong, Thanh Tâm, Thanh Tân, Thanh Thủy, Thanh Tuyền.
Ngày 10 tháng 1 năm 1984, chia xã Thanh Tuyền thành 2 đơn vị hành chính là xã Thanh Tuyền và thị trấn Kiện Khê (địa bàn xã Thanh Lâm cũ). Tuy nhiên Kiện Khê không phải là thị trấn huyện lỵ huyện Thanh Liêm, các cơ quan hành chính huyện đóng tại xã Thanh Lưu.
Ngày 12 tháng 8 năm 1991, tỉnh Hà Nam Ninh chia thành hai tỉnh Nam Hà và Ninh Bình, huyện Thanh Liêm thuộc tỉnh Nam Hà.
Ngày 6 tháng 11 năm 1996, tỉnh Nam Hà lại chia thành hai tỉnh Hà Nam và Nam Định, huyện Thanh Liêm thuộc tỉnh Hà Nam vừa tái lập.
Năm 1997, huyện lỵ huyện Thanh Liêm dời về xã Thanh Tuyền.
Cuối năm 1999, huyện Thanh Liêm có 1 thị trấn Kiện Khê và 20 xã: Liêm Cần, Liêm Chung, Liêm Phong, Liêm Sơn, Liêm Thuận, Liêm Tiết, Liêm Túc, Liêm Tuyền, Thanh Bình, Thanh Hà, Thanh Hải, Thanh Hương, Thanh Lưu, Thanh Nghị, Thanh Nguyên, Thanh Phong, Thanh Tâm, Thanh Tân, Thanh Thủy, Thanh Tuyền.
Ngày 25 tháng 9 năm 2000, xã Liêm Chung được sáp nhập vào thị xã Phủ Lý. Huyện Thanh Liêm còn lại thị trấn Kiện Khê và 19 xã: Liêm Cần, Liêm Phong, Liêm Sơn, Liêm Thuận, Liêm Tiết, Liêm Túc, Liêm Tuyền, Thanh Bình, Thanh Hà, Thanh Hải, Thanh Hương, Thanh Lưu, Thanh Nghị, Thanh Nguyên, Thanh Phong, Thanh Tâm, Thanh Tân, Thanh Thủy, Thanh Tuyền.
Ngày 23 tháng 7 năm 2013, các xã Liêm Tuyền, Liêm Tiết và Thanh Tuyền được sáp nhập vào thành phố Phủ Lý (trừ khu hành chính huyện thuộc xã Thanh Tuyền được điều chỉnh về xã Thanh Hà).
Huyện Thanh Liêm còn lại 1 thị trấn và 16 xã. Huyện lỵ của huyện tạm đặt tại xã Thanh Hà.
Ngày 1 tháng 1 năm 2020, thành lập thị trấn Tân Thanh, thị trấn huyện lỵ huyện Thanh Liêm trên cơ sở sáp nhập toàn bộ diện tích và dân số của hai xã Thanh Bình và Thanh Lưu.
Huyện Thanh Liêm có 2 thị trấn và 14 xã như hiện nay.

## Giao thông
Đường bộ: Tổng chiều dài đường bộ của huyện là 921,1 km, trong đó có 2 tuyến quốc lộ dài 20 km. Tỉnh lộ có 6 tuyến với chiều dài 46,4 km, đường huyện có 8 tuyến dài 55,7 km và đường giao thông nông thôn dài 799 km. Đường sắt Bắc Nam đi qua 2 xã của huyện là Liêm Cần và Liêm Phong với chiều dài 5 km.
- Quốc lộ 1 chạy theo hướng Bắc - Nam, từ thành phố Phủ Lý, qua giữa huyện, sang tỉnh Ninh Bình.
- quốc lộ 21A, quốc lộ 21B chạy cắt qua phần đông bắc huyện, theo hướng Tây Bắc - Đông Nam, từ Phủ Lý, sang huyện Bình Lục.
- Quốc lộ 21C nối chùa Hương Hà Nội đến chùa Bái Đính Ninh Bình
- Đường cao tốc Cầu Giẽ – Ninh Bình chạy dọc theo hướng Bắc - Nam, từ thành phố Phủ Lý qua phía đông huyện, sang tỉnh Nam Định.

Đường sắt: có tuyến đường sắt Thống Nhất Bắc - Nam, chạy men theo quốc lộ 21A, sang huyện Bình Lục rồi sang Nam Định.
Đường thủy nội địa trên địa bàn có 27 km qua hai tuyến sông Đáy và sông Châu Giang.

## Kinh tế - xã hội
Năm 2003 giá trị GDP đạt 389,3 tỷ đồng, tốc độ tăng trưởng kinh tế của huyện đạt 7,27%, cơ cấu kinh tế nông-lâm-thủy sản là 42%, công nghiệp-xây dựng 29%, dịch vụ: 29%. Cơ cấu kinh tế chuyển dịch theo hướng tăng tỷ trọng công nghiệp-xây dựng, giảm nông-lâm-thủy sản. Hàng năm có 1.732 người lao động được giải quyết việc làm, tỷ lệ hộ nghèo (theo tiêu chí mới) giảm từ 21,52% năm 2001 xuống còn 14,2% năm 2003. Toàn huyện có 20 trường học mầm non, 24 trường tiểu học, 22 trường trung học cơ sở và 3 trường trung học phổ thông, 1 trường trung học phổ thông dân lập, 20 trung tâm học tập cộng đồng, 20 trạm y tế xã đã được kiên cố hóa và có bác sĩ phục vụ. Tỷ lệ trẻ em dưới 5 tuổi bị suy dinh dưỡng còn 27%.
Ngành kinh tế công nghiệp và tiểu thủ công nghiệp: Năm 2003, giá trị sản xuất toàn ngành đạt 142,9 tỷ đồng, tốc độ tăng trưởng hàng năm là 12-15%. Huyện có 2.104 cơ sở sản xuất công nghiệp, trong đó có 4 cơ sở nhà nước. Các sản phẩm chủ yếu là đá, gạch ngói nung, vôi củ, gạo xay xát, thêu ren... Sản lượng khai thác chế biến đá năm 2003 đạt xấp xỉ 700.000 m3. Hai nhà máy xi măng Kiện Khê và Việt Trung cho sản lượng 500.000 tấn mỗi năm. Các cơ sở thêu ren xuất khẩu đạt sản lượng 60.000 bộ năm, thu hút nhiều lao động trên địa bàn.
Nông lâm-thủy sản: Tổng sản lượng lượng thực có hạt năm 2003 của huyện đạt 77.835 tấn, năng suất bình quân 106 tạ/ha, lương thực bình quân đầu người đạt từ 585 kg/năm. Huyện thực hiện chuyển đổi diện tích cấy một vụ bấp bênh, năng suất thấp, không ổn định và diện tích ao, hồ, đầm sang nuôi trồng thủy sản kết hợp cấy lúa, trồng cây ăn quả, chăn nuôi gia súc, gia cầm. Năm 2003, diện tích chuyển dịch đạt 514 ha. Phong trào sản xuất vụ đông được duy trì trên cả diện tích đất chân hai lúa. Sản xuất vụ đông góp phần đảm bảo an ninh lương thực, tăng thu nhập cho nông dân, giảm tỷ lệ hộ nghèo trong nông thôn. Chăn nuôi phát triển và duy trì đàn gia súc, gia cầm theo mô hình trang trại quy mô lớn. Những năm gần đây, chăn nuôi có xu hướng tăng về tỷ trọng trong cơ cấu nông nghiệp, năm 2003 đạt 29,5%. Số lượng các đàn trâu, bò, gia cầm và diện tích nuôi thủy sản liên tục tăng qua các năm, chú trọng vào các loại dê, bò, trâu, lợn. Gia cầm, cá chim trắng, tôm càng xanh, bò sữa...
Thương mại-dịch vụ-du lịch: Tổng mức bán lẻ hàng hóa và dịch vụ trên địa bàn năm 2003 đạt 325,6 tỷ. Toàn huyện có 1.055 người kinh doanh thương mại và dịch vụ cá thể.
Đầu tư phát triển: Tổng mức vốn được huy động trên địa bàn năm 2003 là 152 tỷ đồng, trong đó vốn của dân và các doanh nghiệp ngoài quốc doanh chiếm 57%, doanh nghiệp nhà nước 38% và vốn ngân sách 5%.
Bưu chính - viễn thông phát triển với tốc độ cao, mạng viễn thông được trang bị 3 trạm chuyển mạch với dung lượng 4.700 số, đảm bảo thông tin chất lượng cao. Năm 2003, huyện có 4.180 máy điện thoại, đạt tỷ lệ 3 máy/100 dân. 100% số thôn trong huyện có điện thoại. 20/20 xã, thị trấn trong huyện có đài truyền thanh, đảm bảo 100% số dân được nghe đài truyền thanh bốn cấp.

## Danh nhân
- Mộ của vua Lê Hoàn được đặt tại ngọn núi (Bảo Thái) thuộc xã Liêm Cần.
- Bảo Nghĩa vương Trần Bình Trọng sinh ở xã Bảo Thái, nay thuộc huyện Thanh Liêm, tỉnh Hà Nam, với câu nói nổi tiếng lịch sử: "Ta thà làm quỷ nước Nam, chứ không thèm làm vương đất Bắc".
- Lê Tung, quê ở làng Yên Cừ (nay là xã Liêm Thuận), đỗ tiến sĩ thời Lê Thánh Tông, làm tới chức Thiếu bảo bộ Lễ Thượng thư, Đông các Đại học sĩ kiêm Quốc tử giám tế tửu và đồng thời cũng là một trong các tác giả của bộ quốc sử Việt Nam, bộ Đại Việt sử ký toàn thư.
- Nguyễn Sư Hựu (1500-1585), quê ở xã Cát Đàm, nay thuộc xã Liêm Thuận, huyện Thanh Liêm. Đỗ Đệ tam giáp đồng Tiến sĩ xuất thân khoa Quý Mùi niên hiệu Thống Nguyên thứ 2(1523), đời Lê Cung Hoàng. Làm quan đến Lễ bộ Thượng thư, Thiếu bảo, Đông các đại học sĩ
- Trương Công Giai (1665 - 1728), quê ở làng Thiên Kiện, xã Thanh Tâm, là vị quan thời Hậu Lê, được phong đến chức Thượng thư bộ hình. Ông được biết đến là một trong 3 tiến sĩ trẻ nhất trong lịch sử khoa bảng thời phong kiến Việt Nam.
- Đinh Công Tráng là lãnh tụ của khởi nghĩa Ba Đình. Quảng trường Ba Đình ngày nay lấy tên từ cuộc khởi nghĩa này. Đinh Công Tráng là người sinh ra và lớn lên tại xã Thanh Tân.

## Du lịch
- Chùa Âm Sơn, thị trấn Tân Thanh
- Chùa Đùng, hay chùa Địa Tạng Phi Lai, thôn Hạ Trung Ninh - xã Liêm Sơn
- Chùa Vọng Tiên, thị trấn Tân Thanh
- Chùa Phật Quang, xã Thanh Phong
- Chùa Ninh Tảo, thị trấn Tân Thanh
- Chùa Cây Thị, xã Thanh Tâm
- Đình Đống Cầu, xã Liêm Túc
- Kẽm Trống, xã Thanh Hải
- Đền Lăng, xã Liêm Cần
- Nhà thờ Non, thị trấn Tân Thanh
- Đình Cẩm Du, thị trấn Tân Thanh
- Võ vật Liễu Đôi, xã Liêm Túc
- Chùa Trinh Tiết, xã Thanh Hải
- Đình Hoà Ngãi, xã Thanh Hà.
- Đình Chảy, xã Liêm Thuận
- Đền Nam Công, xã Thanh Tân
- Vương cung thánh đường Sở Kiện, Tiểu khu Kiện Khê - Thị trấn Kiện Khê.

## Lễ hội
- Võ vật cổ truyền Liễu Đôi.
- Hội chùa Tiên.
- Hội chùa Ba Chanh.

## Làng nghề
Các làng nghề truyền thống, nghề phụ của tại các địa phương trong huyện như:
- Nghề làm nón làng An Khoái (Liêm Sơn)
- Nghề làm nón làng Văn Quán (Liêm Sơn)
- Làng nghề mộc Trung Thứ (Thanh Thủy)
- Đá cảnh non bộ Động Nhất (Liêm Cần)
- Làng nghề làm nón Bói Hạ (Thanh Phong)
- Làng nghề thêu ren An Hòa (Thanh Hà)
- Nghề thêu ren Hòa Ngãi (Thanh Hà)
- Bánh đa nướng Sở Kiện (thị trấn Kiện Khê)
- Chạm khắc đá, nung vôi ở Kiện Khê
- Nghề làm bún bánh Kim Lũ (Thanh Nguyên)
- Khai thác vật liệu xây dựng, đá ở Thanh Nghị, Thanh Hải
- Vận chuyển, khai thác vật liệu xây dựng, đá ở Thanh Thủy, Thanh Tân, Kiện Khê.

## Hình ảnh

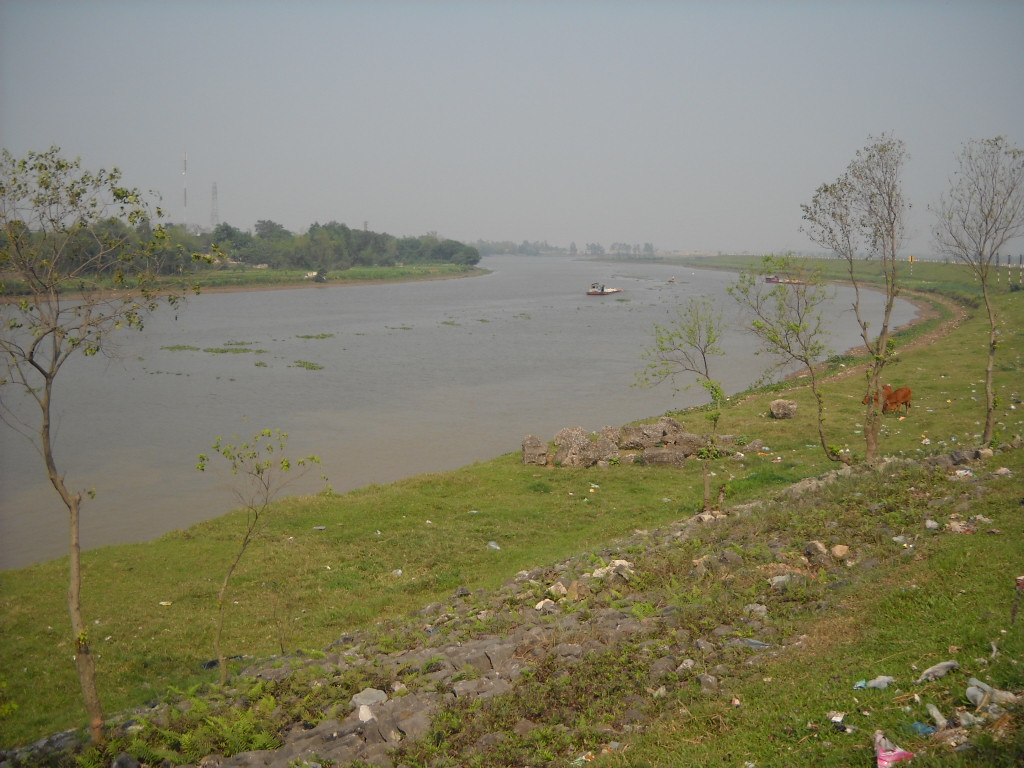
Sông Đáy, đoạn qua xã Thanh Hải, huyện Thanh Liêm
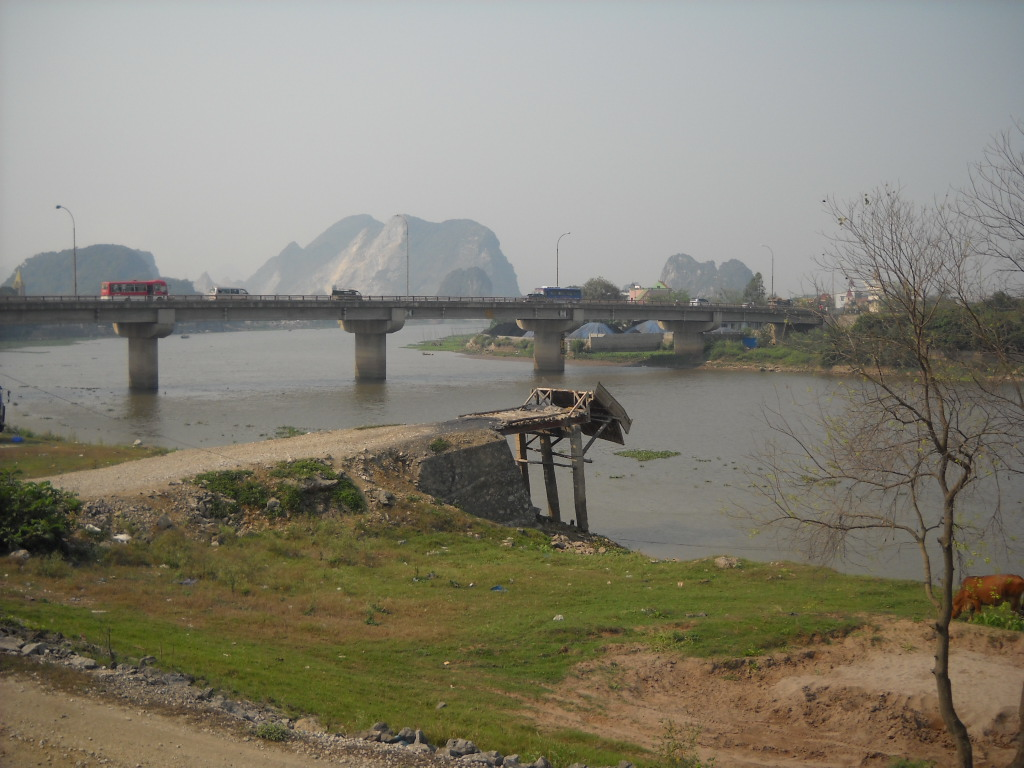
Cầu Đoan Vỹ bắc qua sông Đáy, Thanh Liêm (Hà Nam)- Gia Viễn (Ninh Bình)